# Лідія (тропічний шторм, 2017)
Тропічний шторм «Лідія» (англ. Tropical Storm Lidia) — потужний та великий тропічний циклон, який спричинив повінь на півострові Нижня Каліфорнія та частині західної Мексики.
В очікуванні шторму на півострові Нижня Каліфорнія та в інших районах уздовж Каліфорнійської затоки було оголошено попередження про тропічний циклон. Повінь призвела до того, що вода потрапила в сотні будинків, а на деяких дорогах утворилися воронки. Загалом було двадцять загиблих, у тому числі двоє від ураження електричним струмом та двоє від затонуло.

## Метеорологічна історія

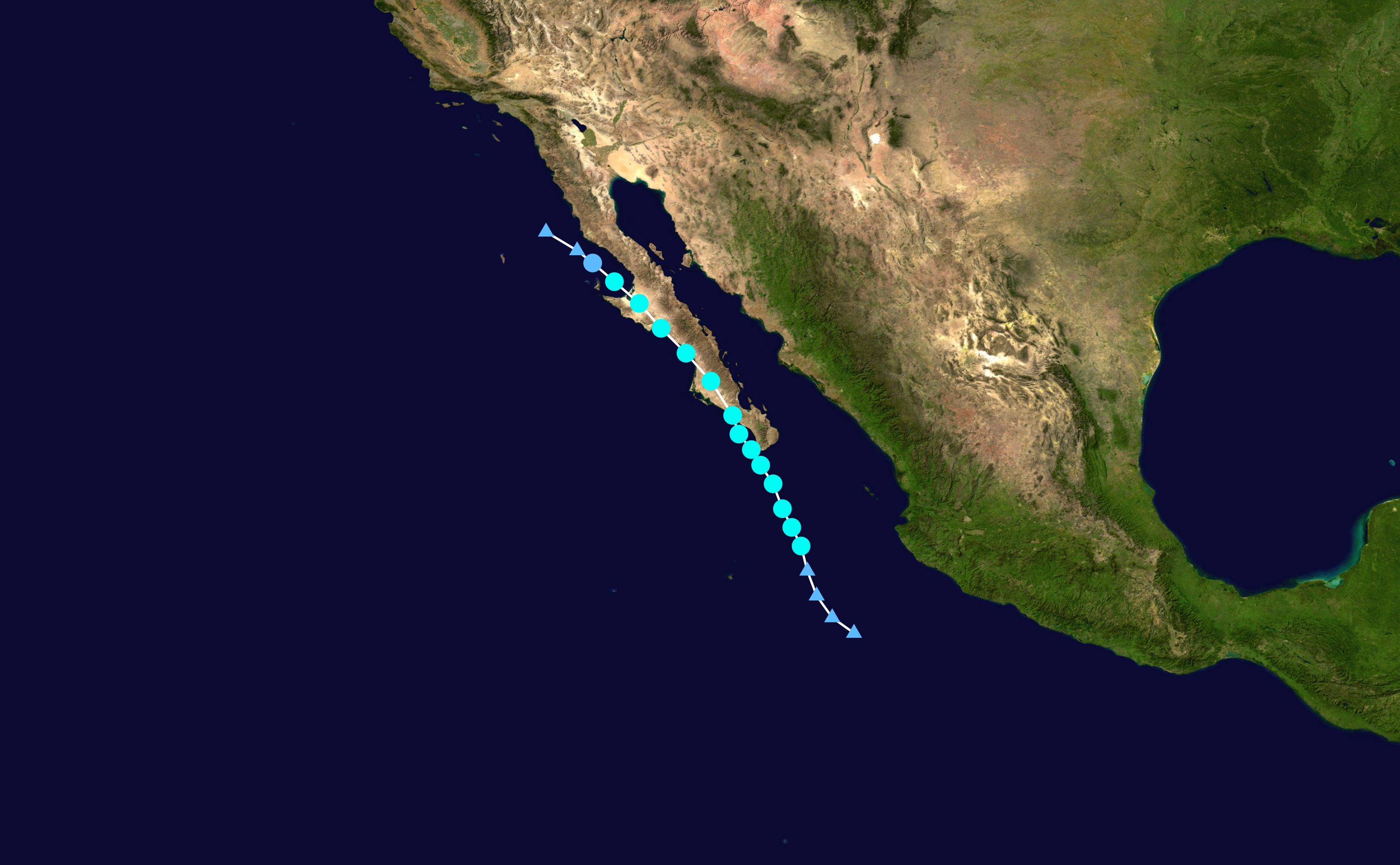
Карта шляху і інтенсивності Тропічного шторм Лідія за шкалою Саффіра–Сімпсона

Наприкінці серпня 2017 року біля західного узбережжя Мексики утворилася зона низького тиску. Вранці 26 серпня Національний центр спостереження за ураганами (NHC) вперше обговорив ймовірність тропічного циклогенезу в прогнозі тропічної погоди (TWO). Спочатку NHC оцінив 0 % шанс розвитку протягом двох днів і 30 % шанс протягом п'яти днів, посилаючись на незначно сприятливі умови. Подовжена зона низького тиску утворилася пізно ввечері 27 серпня і спочатку складалася з неорганізованих злив і гроз. Після того, як умови навколишнього середовища стали більш сприятливими, а шторм значно організувався — але все ще не мав чітко визначеного центру — NHC почав класифікувати область низького тиску як потенційний тропічний циклон 14-E о 21:00 UTC 29 серпня. Незабаром конвенція розвинулася в смугах і посилилась протягом дня 30 серпня. Після того, як дані безпілотного корабля NASA Global Hawk і спостережних станцій показали, що широка циркуляція стала більш консолідованою, NHC ініціював попередження щодо Тропічного шторму Лідія о 18:00 UTC 30 серпня приблизно за 315 миль (507 км) на південний-схід від південного краю півостріва Нижня Каліфорнія.
Шторм, який був відносно великим, рухався на північний-захід через потік слабкого хребта над Мексикою та слабкого циклонічного круговороту на заході. Сприятливі умови, такі як тепла температура поверхні моря та слабкий зсув вітру, дозволили Лідії посилитися і до 00:00 UTC 1 вересня шторм досяг піку з максимальною стійкою швидкістю вітру 65 миль/год (100 км/год) і мінімальний атмосферний тиск 986 мбар (986 гПа; 29,1 дюйма рт. ст.), який базувався на оцінках Дворака з натяками на око. Близько 12:00 UTC наступного дня Лідія вийшла на берег поблизу Пунта-Маркес Нижня Каліфорнія, швидкість вітру 97 км/год. Невдовзі після приземлення супутникові зображення показали, що конвекція, пов'язана з Лідією, дезорганізована. Циклон значно послабшав під час проходження гірської місцевості півострова Нижня Каліфорнія, і на початку 2 вересня глибока конвекція була в основному обмежена кількома потужними кластерами поблизу центру. Приблизно в той час «Лідія» ненадовго відійшла від берега, а через кілька годин знову вийшла на сушу поблизу Пунта-Абреойос зі швидкістю вітру 45 миль/год (72 км/год). На той час «Лідія» поступово слабшала і 2 вересня вийшла над Тихим океаном.. Однак Лідія продовжувала слабшати через низьку температуру поверхні моря. Після відсутності глибокої конвекції протягом приблизно 12–15 годин NHC оголосив, що шторм перетворився в залишкову зону низького тиску о 09:00 UTC 3 вересня, приблизно за 40 миль (64 км) на південний-захід від Пунта-Баха, Нижня Каліфорнія. 3 вересня залишки Лідії принесли грози, пориви вітру та раптові повені в Південну Каліфорнію, а 4 вересня їх поглинув ще один найнижчий рівень біля узбережжя Каліфорнії.

## Підготовка та наслідки

Інфрачервоний супутниковий знімок Лідії, що виходить на сушу на півострові Нижня Каліфорнія 1 вересня

29 серпня о 21:00 за всесвітнім координованим часом о 21:00 UTC 29 серпня NHC ініціював попередження про потенційний тропічний циклон Fourteen-E, уряд Мексики опублікував попередження про тропічний шторм з Тодос-Сантос і Лос-Баррілес на півдні Нижньої Каліфорнії. О 03:00 UTC наступного дня попередження про тропічним штормом було розміщено з Лос-Баррілеса до Сан-Еварісто. 30 серпня о 15:00 UTC 30 серпня о 15:00 UTC було оголошено попередження про ураган від заходу від Ла-Пасу до Лорето також було оголошено попередження про тропічний шторм з півночі Лос-Баррілеса до Ла-Пасу. Крім того, від Байя-Темпеуайя до Уатабампіто в Сіналоа почали діяти спостереження за тропічним штормом. Три попередження про тропічний шторм було видано о 21:00 UTC 30 серпня від Байя-Темпеуайя до Уатабампіто, від Ла-Паса до Сан-Еварісто та від Санта-Фе до Пуерто-Кортес у Нижній Каліфорнії, тоді як спостереження за тропічним штормом було розміщено з Пуерто Кортес — Пуерто Сан Андресіто.
О 09:00 UTC 31 серпня попередження про тропічний шторм було розширено з півночі Пуерто-Кортес до Пуерто-Сан-Андресіто на північ від Сан-Еварісто до Лорето та на північ від Уатабампіто до Гуаймаса, Сонора. Одночасно було видано спостереження за тропічним штормом на північ від Пуерто-Сан-Андресіто до Пунта-Абреохос, на північ від Лорето до Баїя-Сан-Хуан-Батіста в штаті Нижня Каліфорнія та на північ від Гуаймаса до Баїя-Кіно в Сонора.
У Мехіко сильний дощ порушив роботу громадського транспорту в кількох місцях. Були затоплені низка доріг, зокрема частини Circuito Interior та Avenida Oceanía. Велика воронка поглинула всю центральну вулицю і мала щонайменше 33 фути (10 м) у ширину та 23 фути (7,0 м) у глибину. Сотні будинків у місті були затоплені. Погані погодні умови в міжнародному аеропорту Мехіко призвели до скасування 18 рейсів і перенесення близько 150 інших рейсів. У Куаутітлан Іскаллі, близько 300 людей були евакуйовані після того, як дамба Ель-Ангуло була зруйнована вода потрапила в сотні будинків, а багато інших будинків були затоплені стічними водами в Екатепек-де-Морелос після розливу каналу. Повінь викликала попередження у муніципалітетах Аскапоцалько, Куаджимальпа, Густаво А. Мадеро, Мігель Ідальго та Венустіано Карранса, тоді як помаранчеве попередження було видано для Куаутемока.
Також повідомлялося про сильні опади на північному-заході Мексики, майже 12 дюймів (300 мм) опадів спостерігалося в Сан-Хосе-дель-Кабо По всій країні загинуло двадцять людей. у тому числі двоє від ураження електричним струмом і двоє від утоплення. Попередження щодо вітру були видані для деяких частин Південної Каліфорнії, оскільки залишки Лідії продовжували рухатися на північ. Мікровибух у Санта-Барбарі, пов'язаний із залишками Лідії, серйозно поранив підлітка, коли її збило каное на пляжі. Збитки в південній Нижній Каліфорнії були оцінені в 2,2 мільярда мексиканських доларів (123 мільйони доларів США) у тому числі 187 мільйонів мексиканських доларів (10,5 мільйонів доларів США) у секторі інфраструктури.